# Вайн, Уильям Эдви
Уильям Эдви Вайн (англ. William Edwy Vine,  более известный как У. Е. Вайн (W. E. Vine); 1873[…], Бландфорд-Форум — 1949[…]) — английский библеист, специалист по греческому языку, теолог и писатель, наиболее известен как составитель «Толкового словаря слов Нового Завета» (Vine's Expository Dictionary of New Testament Words).

## Биография
Вайн родился во втором квартале 1873 года. Его отец руководил школой «Маунт Рэдфорд Скул», которая переехала в 1875 году в Эксетер, и Вайн вырос в той местности. Он стал христианином в раннем возрасте и крестился на конгрессе Плимутских братьев на Фор-Стрит, Эксетер. В 17-летнем возрасте Вайн стал учителем в школе его отца, затем переехал в Эберистуит, чтобы учиться в Университетском колледже Уэльса. Позднее он завершил своё образование в Лондонском университете, получив степени бакалавра и магистра по древней классике в 1906 году. Вайн женился на Фиб Бэксендейл, в 3 квартале 1899 года, в Ланкашире, родном графстве Фиб. В 1909 году он начал работать в офисе «Эхо служения» (журнал и служба поддержки миссионеров) в Бате. В 1911 году служба переехала в Уидкомб Крессент, Бат.
В 1911 году, согласно переписи, Уильям был вице-принципалом «Маунт Рэдфорд Скул» в Сент-Леонард, Эксетер. Вайн посвятил себя работе с миссионерами и твёрдо держался в своей доктрины и практики:

По мнению Бога, великая конечная цель миссионерского дела — насаждение церквей… Глава церкви, который дал Свои наставления апостолам, записанные для нас в Писаниях, открыл основную истину и принципы, применимые в любом возрасте, в любом поколении и при любых условиях. Образец совершенен, и отражает божественную мудрость в любом деле. Человеческие домыслы только испортили его труд… Всем, кто исповедует христианскую веру, надлежит уважать ясно выраженные намерения Главы церкви, вместо того, чтобы обременять её доктринами и правилами, выдуманными людьми.— http://www.newble.co.uk/writers/Vine/biography.html THE BRETHREN WRITERS HALL OF FAME
В то время Вайн был старейшиной собрания в Мэнверс Холле, Бат, положение, которое он занимал в течение 40 лет. В 1927 году ему был поставлен диагноз — сердечное расстройство. В 1949 году он умер.

## Написание книг
Вайн начал писать книги в 1905 году, когда проводил курс заочного обучения вместе с Хоггом, по 1 Фессалоникийцам и Галатам.
Но наиболее известен его труд «Толковый словарь слов Нового Завета», впервые опубликованный в 1940 году. Этот словарь даёт определения английским словам из Библии короля Якова согласно соответствующим греческим (койне) словам в Септуагинте и оригинальном тексте Нового Завета и значениям этих слов в то время. Вайн также написал ряд комментариев к библейским книгам и ряд книг на библейские темы.

## Избранные труды
- Толковый словарь слов Нового Завета
- Грамматика греческого языка Нового Завета
- Послание Римлянам
- 1-е послание Коринфянам
- Послание Галатам
- Разъяснительные комментарии к Книге пророка Исаии
- Разъяснительные комментарии к Евангелию от Иоанна